# 阿莫士·奧爾柯特
阿莫士·布朗森·奥尔科特（英語：Amos Bronson Alcott，1799年11月29日—1888年3月4日），美国教师、作家、哲学家和改革家。作为一名教育者，奥尔科特开创了新的和年轻学生交互的方式，即通过一种谈话式的方式，而不是传统的惩罚。他希望完善人的精神，为此提倡尽可能的素食。他同时是一名废奴主义者和女权拥护者。
1799年出生于康涅狄格州的沃尔科特，在尝试旅行推销员工作生涯之前只有最小程度的正规学校教育。由于担心灵魂可能受到漂泊不定生活的消极影响，他转向了教学。然而，他革新的教学方法却受到争议，而且他很少在一个地方待很长时间。他最有名的教学地点是波士顿的神殿学校。他在那儿的经历转变为两本书：《学校记录》（Records of a School）和《与孩子关于福音书的对话》（Conversations with Children on the Gospels）。奥尔科特成为拉尔夫·沃尔多·爱默生的朋友而且成为超验主义的代表人物。他的作品代表了超验主义运动的观点，然而作品不连贯的毛病却遭到严厉的批评。基于他完善人的精神的想法，他创造了果园公社，一个超验主义者团体生活的实验。这项运动存活仅仅七个月就宣告失败。奥尔科特一生的大部分时间都持续挣扎在经济危机的边缘。尽管如此，他还是坚持集中精力在教育改革上，而且最终在1879年他生命的最后阶段开设了一所新的学校。他逝世于1888年。
1830年奥尔科特和艾比·梅结婚，他们最终有四个孩子存活下来，全是女儿。他们第二个女儿路易莎·梅·奧爾科特，在1868年将她和家庭的经历写进了自己的小说《小妇人》。奥尔科特因无力谋生和养家而经常为人诟病；他经常向别人借债，包括他的内兄和爱默生。在女儿成为畅销书作家以前，他从未摆脱过经济危机。

## 生平与经历

### 早年经历
作为一名本土新英格兰人，阿莫士·布朗森·奥尔科特1799年11月29日出生于康涅狄格州沃尔科特镇。 他的父亲和母亲分别是约瑟夫·查特菲尔德·奥尔科特和安娜·布朗森·奥尔科特。这个家庭住在一个叫做梭山（Spindle Hill）的地区，他的父亲约瑟夫·阿尔科克斯，还遗留有马萨诸塞州东部殖民地移民的口音。这个家族的姓氏最初读作“Alcok”，之后改成“Alcocke”，再之后是“Alcox”。作为八个孩子之中最大的一个，阿莫士·布朗森·奥尔科特随后改姓为“Alcott”并且去掉了第一个名字。 六岁时，小布朗森开始在镇中心只有一个房间的学园接受正式教育，但学会阅读却是由母亲在家里指导的。 学校仅仅教学阅读、写作和拼写，10岁时他离开了这所学校。 13岁时，他的伯父牧师泰洛特森·布朗森邀请奥尔科特到他位于康涅狄格州切希爾 的家里接受教育并准备上大学。仅仅一个月后布 朗森就放弃了并从此开始了自学。 他并不擅长于社交，仅有的亲密朋友是他的邻居和堂兄威廉·奥尔科特，他向他分享书籍和想法。 布朗森·奥尔科特后来回想在梭山（Spindle Hill）的童年：“它能让我保持纯洁……我居住在山上……当我走在田野间上帝对我说话。” 十五岁，他开始为普利茅斯附近的钟表匠赛斯·托马斯 工作。
17岁，奥尔科特通过了教师认证考试，但是却无法找到一个教师的工作。 所以，他离开家到美国南方成为一名旅行推销员， 兜售书籍和商品。尽管他很快就花掉了大部分收入用于购置一套新服装，他还是希望工作能够赚足够多的钱赡养父母，“使他们安心，负担更少……让他们免除债务”。 起初，他认为这是一种可以接受的职业，但很快就担忧起自己的精神福祉。1823年3月,奥尔科特写信给他的弟弟：“推销是和钱财打交道的好途径，但却很难获得精神上的幸福。” 在他生命的最后时刻，他将这种经历写进了小说《新康涅狄格州》（New Connecticut），在1881年发行之前，这本书最初只流传于他的朋友之间。

### 早期事业和婚姻
到1823年夏天，奥尔科特回到康涅狄格州向父亲借债，这样才使得他在最后两次不成功的销售旅行之后得以保释。在伯父泰洛特森的帮助下，他在柴郡找到了一份教师的工作。他很快就着手改革学校。他给学生坐的长凳增加靠背，改善照明和取暖，不再以死记硬背为主，并给每个学生提供个人石板——由自己支付。奥尔科特受到了瑞士教育家约翰·亨里希·裴斯泰洛齐的教育哲学影响，甚至将学校更名为“柴郡裴斯泰洛齐学校”。他的风格吸引了塞缪尔·约瑟夫·梅的注意，并把奥尔科特介绍给他的妹妹艾比·梅。她称他是“一个聪明的、哲学的、谦虚的人”，而且发现他有关教育的观点“非常有吸引力”。但柴郡当地人却不太支持而且开始怀疑他的方法。许多学生离开了，参加当地的公立学校或最近一所为男孩子重新开放的私立学校。1827年11月6日，奥尔科特开始在康涅狄格州布里斯托尔教学，仍然使用在柴郡时同样的方法，但反对团体迅速浮出水面；1828年3月他失业了。1828年4月24日他搬到波士顿，并且立刻留下了深刻印象，他认为这座城市“公义的太阳之光已经升起”。他在两个月后的6月23日开设了萨勒姆街幼儿园。艾比·梅充当他的助教；同时，他俩在没有家庭的同意之下订婚。1830年5月22日他们在国王教堂结婚，当时他30岁而她29岁。她的哥哥进行了接下来的仪式并在她父亲的房子举行了适度的接待。结婚之后他们搬至波士顿富兰克林12街纽沃尔太太的公寓。与此同时，奥尔科特也第一次表达了对奴隶制的鄙夷的观点。1830年11月，他和威廉·劳埃德·加里森成立了他后来称之的“初步反奴隶制社会”，尽管他和不抵抗主义者加里森是有区别的。
然而奥尔科特学校的出勤率不断下降，一个富裕的名叫鲁本·海恩斯的贵格会教徒提议他和教育家威廉·罗素在日耳曼敦学院的资助下在宾夕法尼亚州开设新的学校。奥尔科特接受了，并且和他刚刚怀孕的妻子在12月14日出发。学校成立于日耳曼敦，而且海恩斯还为奥尔科特一家提供了免费的住处。最初奥尔科特和罗素担心该地区不利于他们进步的教育方法，想把学校建立在费城附近。最后没有成功，他们回到日耳曼敦，结果没有了免费的住处他们不得不租住在一栋寄宿公寓里。在那里，他们的第一个孩子，一个取名为安娜·布朗森·奥尔科特的女儿，经过36小时的分娩于1831年3月16日出生。那一年的秋天，他们的赞助人海恩斯突然去世，奥尔科特一家又一次遭受经济危机。“我们很难挣得面包”，艾比写信给她的哥哥，“黄油也是我们必须考虑的。”
这对夫妇的唯一的儿子出生于1839年4月6日，但是只活了几分钟。他的母亲记录道：“生了一个成长到完美形状的好男孩却没有存活”。他们的第二个女儿也是在日耳曼敦出生，路易莎·梅·奥尔科特出生于1832年11月29日午夜的一点半，和她父亲的生日同一天。布朗森形容她是一个“一个非常健康的孩子，甚至比安娜出生时更健康。”然而，日耳曼敦学校却是摇摇欲坠，很快就只剩下八个学生。他们的赞助人海恩斯在路易莎出生之前就去世了，他曾经帮助招生甚至给他们其中的一些人支付学费，艾比写道，他的死亡“使我们所有的希望都倒塌了”。1833年4月10日，他们全家搬到费城，在那里，奥尔科特开设了一所日间学校，像以往一样，奥尔科特的教学方法受到争议，一个之前的学生随后将他称为“有史以来最古怪的人，用他自己来训练和形成年轻人的思想。”奥尔科特开始相信波士顿是发挥他思想的最好地方，他联系神学家威廉·埃勒里·钱宁以寻求支持。钱宁赞成奥尔科特的教学方法，并承诺帮助他招生，其中包括他的女儿玛丽。钱宁也获得来自利慕伊勒·肖和波士顿市长小约西亚·昆西的援助。

### 实验教育家
1834年9月22日，奥尔科特开设了一所大约30名学生的学校，其中大多数学生来自富裕的家庭。 它被命名为神殿学校，因为教学是在波士顿的特里蒙特街共济会会所裡进行。 他的助手是伊丽莎白·帕默·皮博迪，后来被玛格丽特·福勒所取代。玛丽·皮博迪·曼担任了一段时间的法语讲师。 这所学校曾一度出名，然后又因为它的最初的教学方法变得名声狼藉。在1830年之前，写作（除了高等教育）等同于机械练习语法规则、拼写、词汇、书法和成人文本转录。然而，在那十年中，进步的改革分子如奥尔科特，受到裴斯塔洛齐、弗里德里希·福禄培尔和约翰·弗里德里希·赫尔巴特的影响，开始提倡由学生的个人经历为主题进行写作。改革者们辩论反对命令的教学，并且赞成帮助学生学习写作以表达他们自己生活事件的个人感受。奥尔科特的计划是通过强调对话和质疑——而非现在美国教室里流行的说教和训练，达到在自我分析的基础上进行自我教导。除了写作和阅读，他同时开设“精神文化”的课程，其中包括福音书的解释，提倡在写作教学中教之有物。他甚至考虑的如此深远，用视觉元素来装饰教室，他认为这些会启发学生的学习：绘画，书籍，舒适的家具，柏拉图、苏格拉底、耶稣和威廉·艾勒里·钱宁的半身像或画像。
在这段时间里，奥尔科特一家有了另一个孩子，出生于1835年6月24日的伊丽莎白·皮博迪·奥尔科特，这个取名是为了纪念神殿学校的同名助教。 然而三岁时，她的母亲将她改名为伊丽莎白·席沃·奥尔科特，和她自己的母亲同名。
1835年7月，皮博迪发表了她作为神殿学校助理的报告《学校记录：例举精神文化的一般原则》。 当准备第二本书时，奥尔科特和皮博迪有些争吵，《与孩子关于福音书的对话》是在皮博迪姐姐索菲亚 的帮助下于1836年12月底发表的。 奥尔科特的方法没有受到欢迎，很多人发现他的关于福音书的对话近于亵渎神明。例如，他要求学生质疑圣经神迹是否是实在的，并且认为所有的人都是上帝的一部分。 波士顿日报的内森·黑尔批评奥尔科特在关于耶稣诞生及耶稣受割礼的严肃话题上“轻率而无准备的对话”。 约瑟夫·白金汉称奥尔科特“不是疯狂就是智力有缺陷”和“一个无知放肆的骗子”。 这本书销路并不好，一个波士顿律师买了700本当作废纸用。
神殿学校广受媒体的谴责。奥尔科特少有的支持者之一，牧师詹姆士·弗里曼·克拉克在波士顿期刊上为他辩护。 奥尔科特被大多数公众意见所反对，到1837年夏天，他只剩下11名学生，而且在玛格丽特·福勒搬到罗得岛普罗维登斯之后就没有助教了。 争议导致很多父母带走他们的孩子，学校一关闭，奥尔科特的经济就变得越来越艰难。保留了对教育学的坚定，作为一个进步和民主教育的先驱，在随后的“客厅学校”中他通过容许一个非裔美国人孩子来到课堂——在面对抗议时拒绝开除的——来疏远家长。

### 超验主义
从1836年开始，奥尔科特加入超验主义俱乐部，和拉尔夫·瓦尔多·爱默生、俄瑞斯忒斯·布朗森和西奥多·帕克等人来往。 他在俱乐部第二次会议时成为其中一员，并且主持了第三次会议。 一位爱默生的传记作家形容这个团体是“正在改变的自由的思想者的偶然聚会，他们赞成的只有他们的自由”。 弗雷德里克·亨利·赫奇描写这个团体的本质：“严格意义来说不存在俱乐部……只有心有灵犀的男人和女人临时的聚会”。 奥尔科特用“研讨会”这一词形容这个团体。
1840年4月下旬，奥尔科特在爱默生的敦促下搬到康科德镇。 他在距离爱默生居所不远的一个地方租了一间房子，租金50美金一年；他将其命名为鸽子小屋， 尽管他们也称它为康科迪亚小屋。 作为奥尔科特哲学的支持者，爱默生为他的写作提供支持，而那被证明是一项艰难的任务。例如，经过数次修改，他认为文章“心灵”（奥尔科特的关于他如何教育女儿的文章）不能出版。 奥尔科特在德国作家歌德的作品的基础上还写了一系列的模仿作品，最终发表在先验主义者的杂志《日晷》（The Dial）上。爱默生写信给玛格丽特·福勒，还有编辑，称他们也许会“过关、甚至公正、伟大”。他错了。 奥尔科特所谓的《秘言录》被广泛的嘲笑为是愚蠢的和莫名其妙的；富勒自己不喜欢但不想伤害奥尔科特的感情。 比如第一个问题，他写道：
自然的精神是迅速的。伴随着愉悦，生命的潮汐永恒的收缩和舒张，人体的器官和血液如此神秘、永不停息。假使脉动片刻的停顿，生命也会立即陷入混乱而消亡。现实世界是精神洪流的极端大浪，顺流就是生命，逆流就是死亡，流出思想，汇聚光亮。机体组织是生命的局限，——上帝的原子之身。
1840年7月26日，艾比·梅再次分娩，婴儿起初几个月被叫做芭比，最后被改为和母亲一样叫艾比·梅 ， 青年时，在选择只使用“May”之前改名为“Abbie”。
在爱默生的经济支持下， 1842年5月8日，奥尔科特留下弟弟朱尼厄斯和他的家人在一起，离开康科德访问英国。 他遇到了两个崇拜者，查尔斯·莱恩和亨利·莱特。 这两位是奥尔科特学校——一所距离伦敦10英里远基于奥尔科特神殿学校教学方法的实验学校的领导者。 学校的创始人詹姆斯·皮尔庞特·格里夫斯最近去世，但是奥尔科特还是被邀请到那儿呆一个星期。 奥尔科特劝说他们和他一起去美国；莱恩和他的儿子进入奥尔科特学校并且帮助处理家务。 部分由于莱恩废奴主义观点的说服，奥尔科特反对约翰·泰勒政府将德克萨斯州作为奴隶领土吞并的计划并且拒绝支付人头税。艾比·梅1843年1月17日在她的日记中写道：“激动人心的一天，奥尔科特先生拒绝交税……在一阵被投入监狱的等待之后，他被告知一个朋友已经替他交税。我们由此而幸免于他拒交人头税的苦难和为了他的原则的痛苦的胜利。” 年度人头税只有1.50美元。这一事件启发了亨利·大卫·梭罗，类似的抗议导致他在监狱里呆了一个晚上以及他的文章《公民不服从》的诞生。 在这一时期，奥尔科特家庭建立了一种国内邮局遏制潜在的国内压力。艾比·梅描述她的看法：“我认为它将每天提供给孩子们、事实上是我们所有人机会，来交换思想和情感”。

### 果园公社
莱恩和奥尔科特合作将他们的教育理念主要扩展转化为一种乌托邦式的社会。然而，奥尔科特始终债务缠身，无法购买他们规划社区所需要的土地。在一封信中，莱恩写道，“除了我自己我没看到任何投入过金钱。” 1843年5月，他在马萨诸塞州哈佛购买了一个90英亩（360000平方米）的农场。 他预先支付了财产价值总额达1800美元中的1500美元；剩下部分由奥尔科特一家在两年时间里支付。 6月1日他们搬到农场，乐观的将其命名为“果园公社”，尽管这片土地上只有十棵老苹果树。 7月奥尔科特在《日晷》（The Dial）宣布他们的计划：“我们已经和这片将近100英亩土地的所有者做了一个安排，从人类的手中解放这片土地。”
他们的目标是通过找到完美生存的正确准则，具体规定管理农耕、饮食和繁殖，重新获得伊甸园的美好生活。 为了实现这一目标，他们尽可能远离经济并且独立生活。 不同于一个类似的项目布鲁克农场，果园公社的参与者避免和本地团体的互动。 自称“结合家庭”，他们赞成按照一个严格的素食主义者的饮食，并且不使用动物劳力来耕种土地。 遭到一些困难之后，他们放宽限制，允许一些牛被“奴役”。 他们同时禁止咖啡、茶、酒精饮料、牛奶和温暖的洗浴用水。 他们只吃“有抱负的蔬菜”——那些向上生长的——拒绝那些向下生长的像马铃薯。就像奥尔科特早先出版的，“清水就是我们的美酒，——肉，面包；——药物，水果。” 至于服装，他们禁止皮革因为那是杀害动物得来的，同样禁止棉、丝绸和羊毛因为它们是奴隶劳动的产物。 奥尔科特有着很高的期望，但是每当团体最需要他的时候他却因试图招募更多的成员而不在。
这个实验社区没有成功，部分原因是大部分土地不可耕种。 奥尔科特哀叹道：“几乎没有人准备实现我们梦想的完美生活，所以我们解体了”。 创始人也时常离开，在收获的季节，他们为了演讲之旅而离开，在普罗维登斯、纽约、纽黑文间穿梭。 在它的7个月里，包括奥尔科特和莱恩只有13个人参加。 除了艾比·梅和她的女儿们，只有一个妇女安·佩奇加入。一个谣言认为安·佩奇是因为和一个邻居共吃鱼尾巴而被要求离开。 莱恩认为奥尔科特误导他以为有足够多的人会加入这项事业而且会发展为一种强烈的对原子家庭的厌恶。他退出了这个项目，和他的儿子搬到了附近的一个沙克尔家庭。 莱恩离开后，奥尔科特整整三天时间不能说话也不能吃饭。 艾比·梅认为莱恩蓄意破坏自己的家庭，她写信给她的哥哥：“莱恩先生所有的作为都使我们不和，但是奥尔科特先生……他太慈祥。” 当农场最终支付所欠的时候，像往常一样，可能是在妹妹的建议下，山姆·梅拒绝掩盖妹夫的欠债。 实验失败，奥尔科特一家不得不离开果园公社。
奥尔科特家族的成员在果园公社的经历并不愉快。一度，艾比·梅威胁说她和她的女儿们将搬到别处去，离开布朗森。 路易莎·梅当时十岁，后来将这段经历写进了作品《超验派野人》（Transcendental Wild Oats）：“一群兄弟开始在花园和田野里锹拌，但仅仅几天他们的热情就令人吃惊的消退了。”

### 回到康科德
1844年1月，奥尔科特一家搬到Still River，哈佛里的一个村庄。 但是，1845年3月1日，他们回到康科德住在一个他们叫做“山坡”（后来被纳撒尼尔·霍桑改名为“路旁”）的房子。 爱默生和山姆·梅对奥尔科特一家进行了经济支持。 住在家里的时候，路易莎·梅开始了认真的写作而且有了自己的房间。 她后来说那段在家的时间是她一生“最幸福的时光”；她的小说《小妇人》中的许多事件都是基于这一时期写的。 奥尔科特修整了房屋，移动谷仓，给房子涂上斑驳的橄榄色，同时土地的面积也达到了六英亩。 1845年5月23日，艾比·梅获得一笔父亲的遗产，被放入一个信托基金，给予较小的金融安全。 那个夏天，布朗森·奥尔科特借给亨利·大卫·梭罗一把斧子在瓦尔登湖准备房子。
奥尔科特一家在“山坡”接待了源源不断的拜访者， 包括逃亡的奴隶，那里作为地下逃亡线的一站他们被秘密接待， 奥尔科特反对奴隶制也加剧了他反对1846年爆发的美墨之战。他认为战争是公然的企图扩大奴隶制，而且问这个国家是由“一群嗜好征服外国人、想要把墨西哥的黄金宝物抢到手的人”组成吗？
1848年，艾比·梅坚持要离开康科德——一个她称之为“冷酷的、无情的、愚蠢的、没有灵魂的”的地方。奥尔科特一家将“山坡”出租然后搬到波士顿， 那里，紧邻着西街皮博迪的书店，布朗森·奥尔科特举办一系列基于“对话”模型的课程，玛格丽特·福勒称为“关于人的对话的课程——历史，资源和期望”。所有的参与者，男性和女性，收费三美元参加或者五美元参加所有七个讲座。 1853年三月，奥尔科特受邀给哈佛神学院15名学生教授一门不计学分的课外课程。
1857年之后，奥尔科特和他的家人搬回康科德，在那里他和家人住在果园小屋直到1877年。1860年，奥尔科特被任命为康科德学校的负责人。

### 内战时期
奥尔科特在1860年第一次进行总统选举投票，他在1860年11月6日的日记中写道：“在市政府，我投出了为林肯和一般的共和党候选人的选票——我的为总统和政府官员的第一次投票”。 奥尔科特是一名废奴主义者和更加激进主义者威廉·劳埃德·加里森的朋友。 他参加了由温德尔·菲利普斯为一个17岁的在波士顿接受审判的逃亡奴隶托马斯·西姆斯举行的集会。奥尔科特是几个试图冲击法院的人之一；当听到枪声时，他是唯一一个坚持立场的人，尽管努力没有成功。 他也为抗议审判安东尼·伯恩斯坚持立场。一群人毁坏了波士顿法院的大门，但是守卫击退了他们。奥尔科特走向前问这群人的领导者托马斯·温特沃斯·希金森，“为什么我们不在里面？”然后他镇静的走进法院，被枪威胁着，从容转身，“但却没有加快步伐”，根据希金森回忆。
1862年路易莎搬到华盛顿特区当志愿者护士。1863年1月14日奥尔科特一家收到一封路易莎生病的电报；布朗森立即前往将她带回家，并在那儿和亚伯拉罕·林肯进行了短暂的会面。 路易莎将这段经历写进了《医院随笔》（Hospital Sketches）这本书。她的父亲却认为它，“从欣赏路易莎作为一名女人和作家的价值的角度，我没有看到任何东西。”
1862年5月6日亨利·大卫·梭罗逝世， 可能是死于一种两年前从奥尔科特那儿染得的疾病。 在爱默生的请求下，奥尔科特帮助安排梭罗的葬礼，在康科德第一教区保护区举行， 尽管梭罗在二十几岁时就否认过加入教会。 爱默生写了悼词， 而奥尔科特帮助计划了准备工作。 仅仅两年之后，邻居纳撒尼尔·霍桑也去世了。奥尔科特和路易斯·阿加西、詹姆斯·托马斯·菲尔茨、奥利弗·温德尔·霍姆斯、亨利·沃兹沃斯·朗费罗以及其他人一起担任护柩者。 随着霍桑的去世，奥尔科特担心康科德的重要人物将相继离世。他在日记中记录道：“公正的人物一个接一个的消逝离去。” 第二年，林肯被暗杀，奥尔科特将之称为“骇人听闻的消息”。
1868年，奥尔科特会见了出版商托马斯·奈尔斯，一个《医院随笔》的称赞者。奥尔科特寻问奈尔斯是否可以出版他女儿的一本短篇小说集；出版商反而建议她写一本关于女孩子的书。路易莎起初不感兴趣但同意试一试。 “他们想要一本200页以上的书”，奥尔科特告诉他的女儿。 结果是当年晚些时候《小妇人》出版。这本书将奥尔科特家族女孩们成年时期的岁月小说话了，将父亲重塑为一名士兵，离家参加内战。
奥尔科特开始演讲，当机遇出现时，在“学会”在美国的各个部分变得常见之前，或者演说团体的听众邀请他。这些他称之为的“对话”，或多或少是关于话题、精神、美学和实用等一个很广范围的非正式谈话，这些之中他强调了由爱默生领导的美国超验主义者学校的思想，而爱默生是他一直以来的支持者和慎重的崇拜者。他经常讨论柏拉图哲学、通过和精神直接交流的心灵的启发；依靠外部自然的精神和诗意的告诫；依靠平静的心情和简单的生活对人的益处。

### 最后几年
奥尔科特出版的书，全部来自晚年时候，包括 Tablets (1868)，Concord Days (1872)，New Connecticut (1881)， 和 Sonnets and Canzonets (1882)。路易莎·梅在父亲的最后几年照料着他，她为妹妹安娜买下了亨利·大卫·梭罗最后的房子，也就是现在的梭罗-奥尔科特之屋。 路易莎和她的父母还有安娜搬进居住。
1877年11月25日妻子艾比·梅去世后，奥尔科特就再也没有回到果园小屋，住在那里太让人伤心。他和路易莎·梅一起合作写回忆录，整理书稿、信件、日记。“我心中的血液流淌着那些时光的记忆”，他写道，“即使是多年的惨淡忧虑和无望依赖之后。” 路易莎说她的父亲变得“随着精神支柱的离去而焦躁不安。” 他们放弃了回忆录写作，路易莎焚毁了母亲的很多书稿。
1879年1月19日，奥尔科特和富兰克林·本杰明·桑伯恩为一所新学校写简介，他们将之散布给全国可能感兴趣的人。 导致的结果是康科德哲学和文学院1879年在奥尔科特果园小屋的书房中进行了第一次会议。1880年学校搬至Hillside Chapel，这个建筑紧邻进行“对话”的房子，经过连续几个夏天的课程，由于他已经八十几岁了，就邀请一些人来做关于哲学、宗教、文字等主题的演讲。这所学校，被认为是美国首批正式的成人教育中心之一，同时也有外国学者参加。它持续了九年。
1882年4月，奥尔科特的朋友和恩人拉尔夫·瓦尔多·爱默生生病，卧床不起。在看望他之后，奥尔科特写道：“他的仙去，会使康科德的人性之光黯然失色。”第二天爱默生离世。 奥尔科特自己最后几年搬出了康科德，1885年开始定居在波士顿路易斯堡广场10号。
1888年3月1日，在他卧床不起的最后时刻，奥尔科特的女儿路易莎·梅赶到路易斯堡看望他，他对她说，“我就要去了，和我一起。”她回答道，“我但愿能够。” 他在三天之后的3月4日离世；路易莎·梅仅仅两天之后也随父亲而去。

## 信仰
奥尔科特从根本上和哲学上反对将体罚作为教导学生的一种手段。相反，从神殿学校开始，他会任命一个日常学生监督人，当他（她）观察到一种违纪行为时，就向班上的其他人汇报，然后他们共同思量如何进行惩罚。 有时，奥尔科特会伸出自己的手让有过失的学生惩罚，称任何失败都是由于教师的失责。他相信这种方法所诱发的羞耻感和内疚感远远优于体罚所灌输的恐惧感；当他要使用身体的“校正”时他需要学生全体一致的支持这种行为，即使是被惩罚的学生。
他的有关教育理论最详细的讨论在文章“幼儿教导原则和方法的观察”中。奥尔科特认为早期教育必须依从“未事先考虑的想法和孩童的感受”并且强调婴幼儿期应该注重乐趣。 他指出学习并不是获得事实而是思想反射状态的发展。
奥尔科特作为一名教育者的思想是有争议的。例如作家哈里特·马蒂诺怀疑的写道，“它的先决条件是小学生们已经掌握了所有的真理，而他要做的就是将它表现出来”。 尽管如此，他的想法还是帮助美国成立了首批成人教育中心，并且为未来一代的自由教育提供了基础。奥尔科特的许多教育原则在今天的课堂上仍然被广泛使用，包括“鼓励教育”、艺术教育、音乐教育、表演练习、通过经验学习、课堂的冒险、学校的宽容、体育/课间休息以及儿童早期教育。威廉·埃勒里·钱宁早几年的教学内容也为大部分康科德超验主义者的工作奠定了基础。
康科德哲学院在奥尔科特1888年逝世后关闭，在将近90年后的1970年代才重新开设。在果园小屋它原始的房子里的进行的对话系列仍然持续着，现在由路易莎·梅·奥尔科特纪念协会运行管理。
虽然许多奥尔科特的想法持续的被视为在自由/激进的边缘，但它们仍然是社会普遍的主题，包括素食/纯素食主义、可持续的生活以及节制/自控。奥尔科特描述了他称为“毕达哥拉斯饮食”的食物：肉、蛋类、黄油、奶酪和牛奶是被排除在外的，而饮水仅限于井水。 奥尔科特认为饮食是人类完善和连接身体健康和精神进步的关键。他进一步的阐述了自然和精神的完美，从某种意义来说，预示了现代的环保主义谴责污染和鼓励人类在维持生态方面的作用。

## 批评
奥尔科特的哲学学说被批评为前后矛盾、朦胧或者生硬。他没有系统的阐述哲学、展现柏拉图的影响、德国的神秘主义以及通过塞缪尔·泰勒·柯勒律治作品过滤的康德。玛格丽特·福勒把奥尔科特称为“一个比古希腊人更温和几倍的哲学家，一个赢得波士顿凡人的尊重就像苏格拉底赢得希腊凡人的尊重一样多的人。” 在晚年，奥尔科特叙述了一个他童年的故事:日全食期间，他把石头扔向天空，直到他倒下，他的肩膀脱臼。他认为这个事件是一个预言，他将“向着太阳，并且总是失败。”
像爱默生一样，奥尔科特的思想总是乐观、理想主义以及个人主义。作家詹姆斯·拉塞尔·洛威尔在他的诗中称奥尔科特“两个大脑的研究”以及“一个剪除翅膀的天使”。 尽管如此，爱默生认为奥尔科特富有才华的对话能力却没有转化为优美的写作。“当他坐下来写作时，”爱默生写道，“他所有的才华都离他而去；他把他思想的内核扔掉却把它的外壳给你。” 他的《秘言录》，发表在《日晷》（The Dial）上，由于它们的艰涩难懂、自命不凡和毫无意义被嘲笑而闻名。例如在纽约，1840年11月，纽约人发表了一篇仿作“胃言录”。波士顿邮报的一名作者认为奥尔科特的《秘言录》是“只有一名乘客及十五节车厢的火车。”
现代评论家经常职责奥尔科特在经济上不能养家。作为一个年轻人时，奥尔科特担忧自己的前途，曾经写信给他的母亲说他“仍然在做我古老的行当——希望”。 奥尔科特将原则置于他的幸福之上，例如，在结婚前不久，他未来的岳父科洛内尔·约瑟夫·梅帮他找到一个在波士顿一所学校教学的工作，这所学校是由一个罗伯特·欧文的追随者组成的叫Free Enquirers的团体运转，年薪高达1000美元到1200美元。他拒绝了因为他不赞成他们的信仰，并写道，“我和他们没有任何关系。”
从另一角度看，奥尔科特独特的教学理念造就的家庭环境，在不同的领域产生了两位不同凡响的女性，而且是在一个女性独立自主的事业普遍不被鼓励的时代。

## 主要作品
- Observations on the Principles and Methods of Infant Instruction (1830年)
- 与孩子关于福音书的对话（第一卷）（Conversations with Children on the Gospels (Volume I, 1836年)）
- 与孩子关于福音书的对话（第二卷）（Conversations with Children on the Gospels (Volume II, 1837年)）
- 康科德岁月（Concord Days ，1872年）
- Table-talk (1877年)
- New Connecticut. an Autobiographical Poem (1887; first edition privately printed in 1882年)
- Sonnets and Canzonets (1882年)
- Ralph Waldo Emerson, Philosopher and Seer: An Estimate of His Character and Genius in Prose and Verse (1882年)
- 布朗森·奥尔科特日记（The journals of Bronson Alcott）

### 引用
1. ↑  Matteson 2007，第13頁
2. ↑  Bedell 1980，第7–9頁
3. ↑  Bedell 1980，第9–10頁
4. ↑  Dahlstrand 1982，第19頁
5. ↑  Bedell 1980，第12頁
6. 1 2  Hankins 2004，第129頁
7. ↑  Dahlstrand 1982，第19–21頁
8. ↑  Matteson 2007，第16–17頁
9. 1 2  Reisen 2009，第9頁
10. ↑  Shepard 1937，第9頁
11. ↑  Bedell 1980，第15頁
12. ↑  Matteson 2007，第25頁
13. ↑  Dahlstrand 1982，第328頁
14. ↑  Bedell 1980，第16頁
15. 1 2  Bedell 1980，第17頁
16. 1 2  Reisen 2009，第10頁
17. ↑  Bedell 1980，第18頁
18. ↑  Dahlstrand 1982，第50頁
19. ↑  Bedell 1980，第32頁
20. ↑  Bedell 1980，第34頁
21. ↑  Dahlstrand 1982，第55頁
22. ↑  Reisen 2009，第12頁
23. ↑  Bedell 1980，第50–51頁
24. 1 2 3  Reisen 2009，第13頁
25. ↑  Bedell 1980，第51頁
26. ↑  Perry, Lewis. Radical Abolitionism: Anarchy and the Government of God in Antislavery Thought. University of Tennessee Press, 1995: 81.
27. 1 2  Matteson 2007，第42頁
28. ↑  Gura 2007，第85頁
29. 1 2  Matteson 2007，第43頁
30. ↑  Reisen 2009，第14–15頁
31. ↑  Francis 2010，第48頁
32. ↑  Matteson 2007，第48頁
33. ↑  Reisen 2009，第5頁
34. 1 2  Matteson 2007，第50頁
35. ↑  Bedell 1980，第63頁
36. ↑  Reisen 2009，第16頁
37. ↑  Matteson 2007，第53頁
38. 1 2  Packer 2007，第55頁
39. 1 2  Dahlstrand 1982，第110頁
40. 1 2  Gura 2007，第88頁
41. ↑  Matteson 2007，第66–67頁
42. ↑  Reisen 2009，第33頁
43. ↑  Schreiner 2006，第49–50頁
44. ↑  Packer 2007，第59頁
45. 1 2  Gura 2007，第89頁
46. ↑  Bedell 1980，第130–131頁
47. ↑  Baker 1996，第184頁
48. ↑  Packer 2007，第97頁
49. ↑  Dahlstrand 1982，第143頁
50. ↑  Buell, Lawrence. Emerson. Cambridge, Massachusetts: The Belknap Press of Harvard University Press, 2003: 32–33. ISBN 0-674-01139-2
51. 1 2  Gura 2007，第5頁
52. ↑  Hankins 2004，第24頁
53. 1 2  Packer 2007，第115頁
54. ↑  Schreiner 2006，第83頁
55. ↑  Francis 2010，第52頁
56. 1 2  Reisen 2009，第35頁
57. 1 2  Packer 2007，第116頁
58. ↑  Felton 2006，第23頁
59. ↑  Bedell 1980，第152頁
60. ↑  Reisen 2009，第49–50頁
61. 1 2  Schreiner 2006，第95頁
62. ↑  Matteson 2007，第99頁
63. ↑  Packer 2007，第147–148頁
64. ↑  Matteson 2007，第100頁
65. ↑  Schreiner 2006，第103–104頁
66. ↑  Schreiner 2006，第110–111頁
67. ↑  Packer 2007，第188頁
68. ↑  Francis 2010，第122頁
69. ↑  Reisen 2009，第67頁
70. 1 2 3 4  Packer 2007，第148頁
71. ↑  Francis 2010，第240頁
72. ↑  Francis 2010，第57頁
73. ↑  Hankins 2004，第36頁
74. ↑  Gura 2007，第176頁
75. 1 2  Felton 2006，第132頁
76. ↑  Reisen 2009，第77頁
77. ↑  Francis 2010，第56頁
78. ↑  Bedell 1980，第224頁
79. ↑  Delano, Sterling F. Brook Farm: The Dark Side of Utopia. Cambridge, Massachusetts: The Belknap Press of Harvard University Press, 2004: 118. ISBN 0-674-01160-0
80. ↑  Baker 1996，第221頁
81. ↑  Bedell 1980，第225頁
82. ↑  Felton 2006，第122頁
83. ↑  Reisen 2009，第76–77頁
84. ↑  Packer 2007，第149頁
85. ↑  Bedell 1980，第230頁
86. ↑  Matteson 2007，第161頁
87. ↑  Francis 2010，第241頁
88. ↑  Bedell 1980，第228頁
89. ↑  Packer 2007，第148–149頁
90. ↑  Ehrlich, Eugene and Carruth, Gorton. The Oxford Illustrated Literary Guide to the United States. New York: Oxford University Press, 1982: 62. ISBN 0-19-503186-5
91. ↑  Matteson 2007，第174頁
92. 1 2  Bedell 1980，第234頁
93. ↑  Bedell 1980，第238–239頁
94. ↑  Reisen 2009，第98頁
95. ↑  Matteson 2007，第175–176頁
96. ↑  Reisen 2009，第91–92頁
97. ↑  Reisen 2009，第91頁
98. ↑  Matteson 2007，第176頁
99. ↑  Dahlstrand 1982，第210–211頁
100. ↑  Schreiner 2006，第150–151頁
101. ↑  Gura 2007，第135頁
102. 1 2  Bedell 1980，第319頁
103. ↑  Schriener 2006，第201頁
104. ↑  Schreiner 2006，第209頁
105. ↑  Francis 2010，第61頁
106. ↑  Reisen 2009，第163–164頁
107. ↑  Packer 2007，第226頁
108. ↑  Matteson 2007，第281–283頁
109. ↑  Schreiner 2006，第219頁
110. 1 2  Schreiner 2006，第216頁
111. ↑  Packer 2007，第271頁
112. ↑  Patricia Hohl. . Thoreau Farm Trust. April 23, 2012  [10 June 2012]. （原始内容存档于2021-01-24）.
113. ↑  Schreiner 2006，第91–92頁
114. ↑  Emerson, Ralph Waldo. . The Atlantic Monthly (Ticknor and Fields). 1862, 10 (58): 239–249  [June 10, 2012].
115. ↑  Reisen 2009，第186頁
116. ↑  Schreiner 2006，第223頁
117. ↑  Schreiner 2006，第222頁
118. ↑  Madison, Charles A. Irving to Irving: Author-Publisher Relations 1800–1974. New York: R. R. Bowker Company, 1974: 36. ISBN 0-8352-0772-2.
119. ↑  Reisen 2009，第213頁
120. ↑  Ehrlich, Eugene and Gorton Carruth. The Oxford Illustrated Literary Guide to the United States. New York: Oxford University Press, 1982: 45. ISBN 0-19-503186-5
121. ↑  Reisen 2009，第262–263頁
122. ↑  Matteson 2007，第387頁
123. ↑  Reisen 2009，第264頁
124. ↑  Matteson 2007，第388頁
125. ↑  Matteson 2007，第391頁
126. ↑  Schreiner 2006，第234–235頁
127. ↑  Wilson, Susan. The Literary Trail of Greater Boston. Beverly, Massachusetts: Commonwealth Editions, 2005: 57. ISBN 1-889833-67-3
128. ↑  Matteson 2007，第423頁
129. ↑  Gura 2007，第87頁
130. ↑  Bedell 1980，第53頁
131. ↑  Matteson 2007，第58頁
132. ↑  Matteson 2007，第59頁
133. ↑  Baker 1996，第217頁
134. ↑  Francis 2010，第280頁
135. ↑  Nelson, Randy F. (editor). The Almanac of American Letters. Los Altos, California: William Kaufmann, Inc., 1981: 152. ISBN 0-86576-008-X
136. ↑  Matteson 2007，第15頁
137. ↑  Schreiner 2006，第51頁
138. ↑  Bedell 1980，第49頁